# Toyota iQ
La Toyota iQ (Scion iQ en Amérique du Nord) est une automobile micro-citadine produite par le constructeur japonais Toyota de 2008 à 2014.
Elle est présentée par la marque comme la plus petite voiture urbaine à quatre places du marché, même si l'une des quatre places est en réalité limitée à la taille d'un enfant. Ce véhicule est présenté comme de conception totalement nouvelle. Ainsi, les sièges avant sont légèrement décalés l'un par rapport à l'autre, offrant à l'arrière une place adulte et une réservée à un enfant. Cette Toyota est produite au Japon où elle est vendue depuis novembre 2008. Elle est commercialisée en Europe en janvier 2009. Son nom signifie « quotient intellectuel » (en anglais « intellectual quotient »).

## Développement et présentation
Le prototype de l'iQ a été dessiné par ED2, le centre de design de Toyota en France et dévoilé au salon automobile de Francfort de 2007.

Le prototype iQ dévoilé en 2007
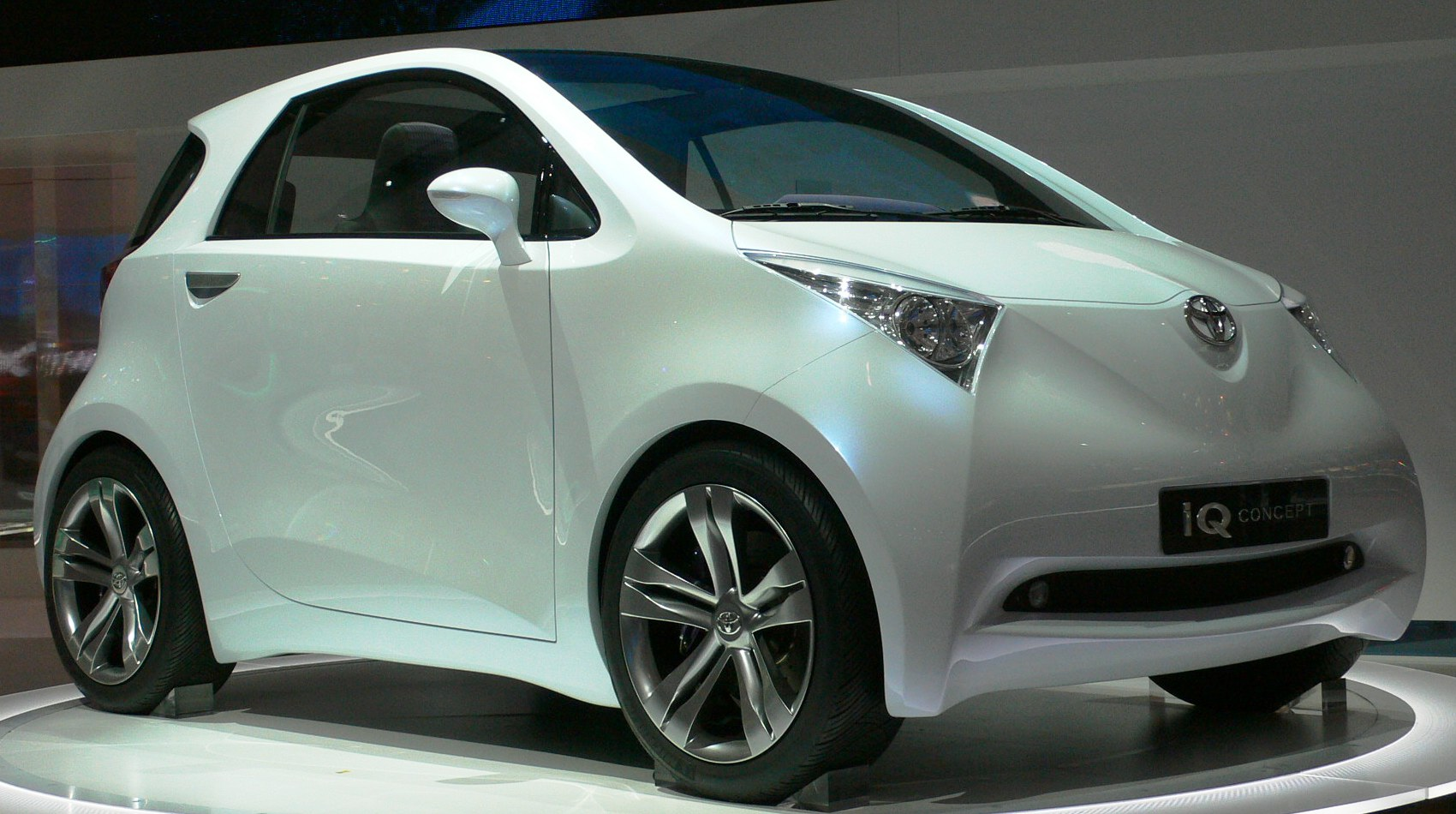
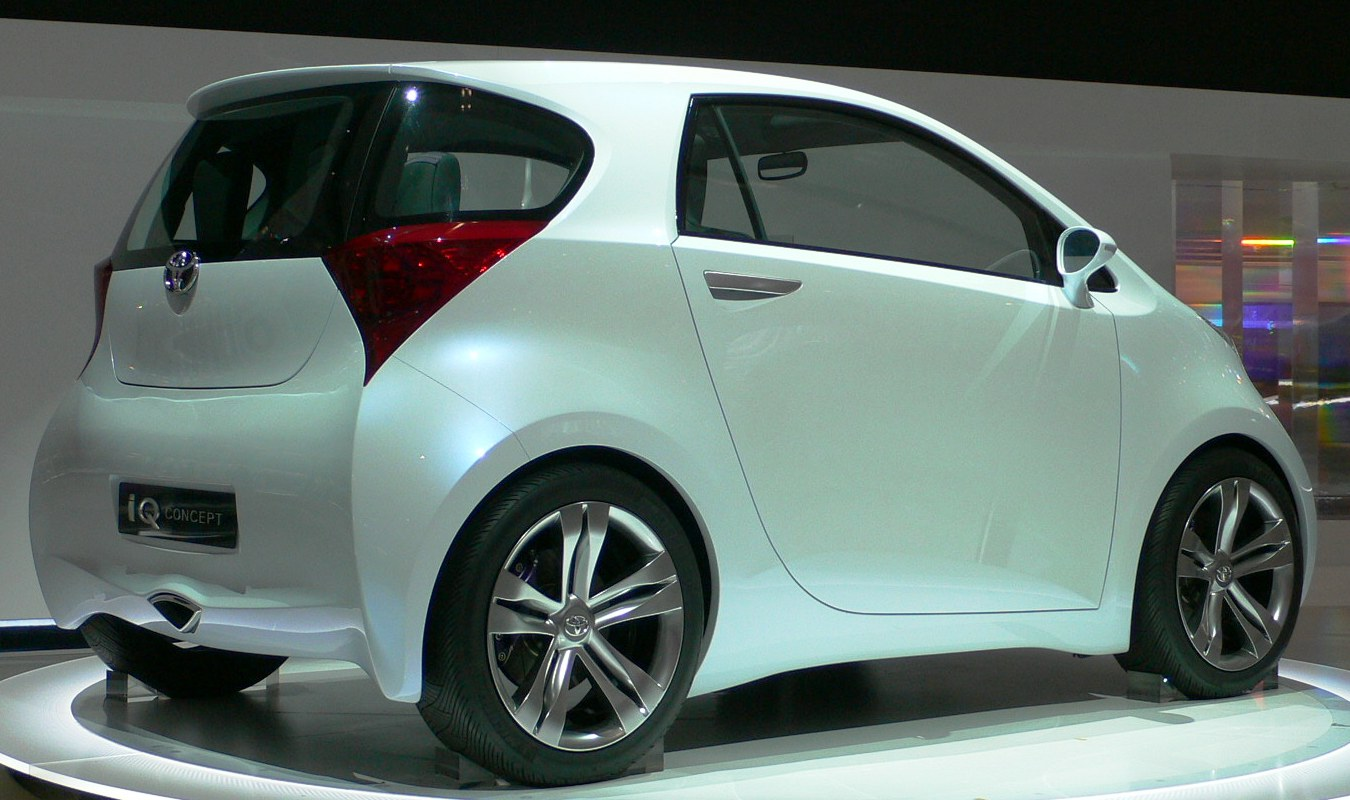

Le modèle définitif a été dévoilé en mars 2008 lors du 78e Salon international de l'automobile de Genève. Les lignes sont moins acérées et originales que celles du prototype.
La Toyota iQ a également été exposée au Mondial de l'Automobile 2008 du 4 au 19 octobre 2008, qui marquait le début des prises de commandes. Pour l'occasion, Toyota organisait une campagne publicitaire pour son iQ en lui dédiant un siteainsi qu'une web TV.
Toyota cherche à élargir l'espace de communication traditionnelle de l'automobile en entrant également sur des espaces publicitaires lifestyle (comprenez tendance, mode...) afin de positionner la iQ comme « la voiture tendance » de l'année 2009.

## Caractéristiques techniques
La longueur est 2,98 m, la largeur 1,68 m et la hauteur 1,48 m. Il s'agit d'une traction à moteur avant. L'iQ n'émet que 99 grammes de CO2 par kilomètre avec son moteur 1.0 essence de 68 ch, ou 104 grammes en diesel.
Le 1,4 L diesel, a une puissance de 90 ch  (10,8 kg/ch). Le Cx est de 0,305.

## Réception

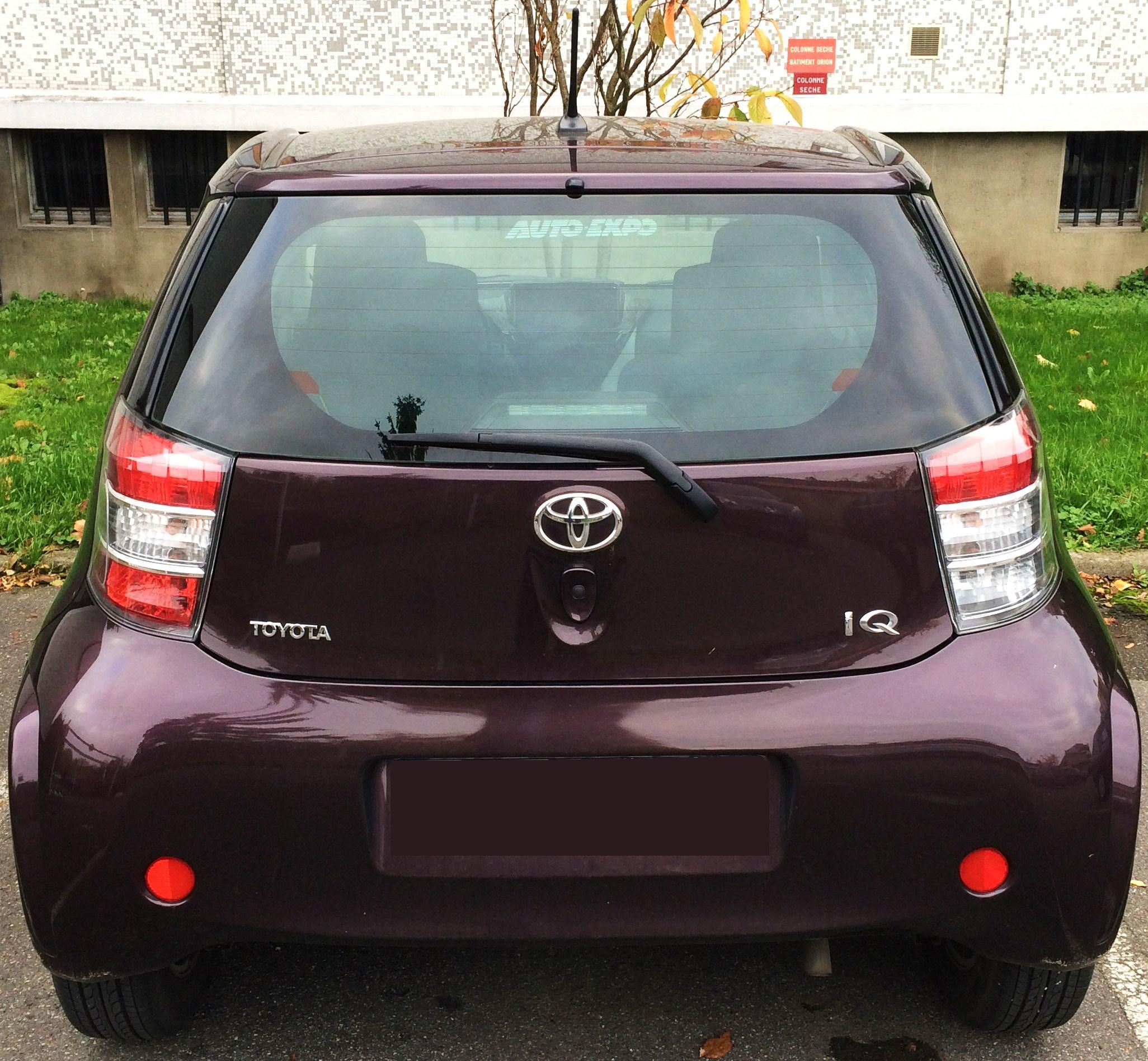
IQ couleur améthyste.

Cas unique sur le marché, à la fois un peu plus volumineuse mais plus spacieuse et plus maniable qu'une Smart, tout en restant juste sous les 3 mètres de long, l'iQ, qui semblait destinée à connaître le succès dans les grandes villes, a été un échec. Autant en Europe, et notamment en France, qu'au Japon où les ventes se sont effondrées dès le premier semestre de sa commercialisation. Toyota a décidé d'arrêter la commercialisation de l'IQ en Europe depuis mars 2014. Elle est commercialisée au japon jusqu'en avril 2016.